# Notodèle à flancs roux
Sholicola major
Espèce
Statut de conservation UICN

 EN  : En danger
La Notodèle à flancs roux (Sholicola major) est une espèce d'oiseaux de la famille des Muscicapidae.
Cet oiseau peuple les Nilgiris.